# Hybanthus albus
Hybanthus albus är en violväxtart som först beskrevs av A. St.-hil., och fick sitt nu gällande namn av Louis Antoine François Baillon. Hybanthus albus ingår i släktet Hybanthus och familjen violväxter. Inga underarter finns listade i Catalogue of Life.